# 麥克萊恩縣 (伊利諾伊州)
麥克萊恩縣（英語：McLean County）是美国伊利诺伊州中北部的一個縣，面積1,186平方英里，约3,070平方公里，是伊利诺伊州面积最大的县。根据2020年美國人口普查，共有人口17萬954人，人口密度为140/sq mi（55/sq km）。縣治兼最大城市为布盧明頓（Bloomington）。

## 历史
麦克莱恩县于1830年末从塔兹韋爾郡脱离而成立。它以伊利诺伊州众议院議員、聯邦參議員约翰·麦克莱恩（John McLean）的名字命名，他于1830年去世。

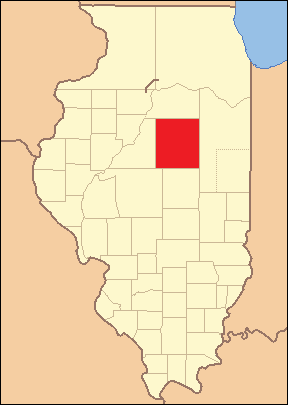
1837年以前的版圖
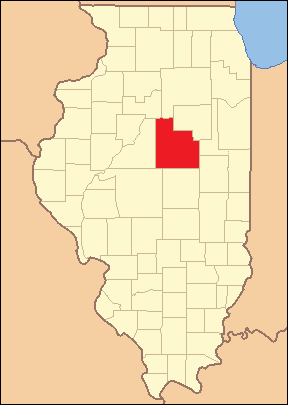
1837年至1841年間的版圖
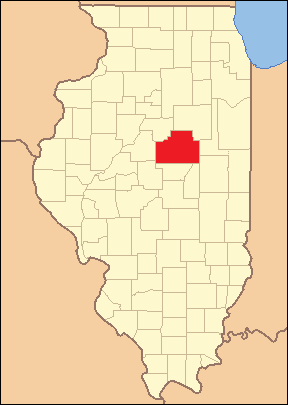
1841年至今的全境版圖

## 地理
根据美国人口普查局的数据，该县总面积为1,186平方英里（3,070 km 2），其中土地面积为1,183平方英里（3,060 km 2），水域面积为2.9平方英里（7.5 km 2）（0.2％） 。按土地面积计算，它是伊利诺伊州最大的县，按总面积计算，它是第三大县。麦克莱恩县实际上比羅德島州（1045平方英里）的土地面积大。麦克莱恩县位于北美中部平原上，全境属于密西西比河流域，属于温带大陆性湿润气候向温带季风气候过渡的区域。该县农业发达，种植业占主要部分，主要农作物为玉米和大豆。畜牧业主要有豬、牛、雞等。麦克莱恩县因为处于伊利诺伊州中部核心地带，因此也有「心臟地帶」（Heartland，或譯「哈特蘭」）的称谓（同样，西南方向的林肯市也有这个称呼）。

### 气候和天气
近年来，布卢明顿县城的平均温度从1月份的最低14°F（−10°C）到7月份的最高温度86°F（30°C）不等， 1985年1月记录为23°F（−31°C），1988年6月记录到最高记录为103°F（39°C）。2月的平均月降水量范围从2月的1.71英寸（43毫米）到4.52英寸（ 115毫米）。

### 邻近县
- 伍德福德县-西北方
- 利文斯顿县-东北方
- 福特县-东方
- 尚佩恩县-东南方
- 皮亚特县-南方
- 德威特县-南方
- 洛根县-西南方
- 塔兹韦尔县-西方

### 主要公路
- 39号州际公路
- 55号州际公路
- 74号州际公路
- 24号美国国道
- 51号美国国道
- 66号美国国道
- 136号美国国道
- 150號美國國道（英语：U.S. Route 150）
- 伊利诺伊州9号公路
- 伊利诺伊州54号公路
- 伊利诺伊州122号公路
- 伊利诺伊州165号公路
- 伊利诺伊州251号公路

## 人口统计
| 历史人口                                                   | 历史人口 | 历史人口 |
| 人口普查年份                                               | 人口     | 增长％±  |
| ---------------------------------------------------------- | -------- | -------- |
| 1840年                                                     | 6,565    | -        |
| 1850年                                                     | 10,163   | 54.8％   |
| 1860年                                                     | 28,772   | 183.1％  |
| 1870年                                                     | 53,988   | 87.6％   |
| 1880年                                                     | 60,100   | 11.3％   |
| 1890年                                                     | 63,036   | 4.9％    |
| 1900年                                                     | 67,843   | 7.6％    |
| 1910年                                                     | 68,008   | 0.2％    |
| 1920年                                                     | 70,107   | 3.1％    |
| 1930年                                                     | 73,117   | 4.3％    |
| 1940年                                                     | 73,930   | 1.1％    |
| 1950年                                                     | 76,577   | 3.6％    |
| 1960年                                                     | 83,877   | 9.5％    |
| 1970年                                                     | 104,389  | 24.5％   |
| 1980年                                                     | 119,149  | 14.1％   |
| 1990年                                                     | 129,180  | 8.4％    |
| 2000年                                                     | 150,433  | 16.5％   |
| 2010年                                                     | 169,572  | 12.7％   |
| 2019（估算）                                               | 171,517  | 1.1％    |
| 美国十年期人口普查 1790-1960 1900-1990 1990-2000 2010-2019 |          |          |

截至2010年美国人口普查，该县共有169,572人，65,104户家庭和40,124户家庭。人口密度是每平方英里143.3居民（55.3 / km 2）。有69,656个住房单元，平均密度为每平方英里58.9（22.7 / km 2）。县的种族构成是白人84.3％，非裔7.3％，亞裔4.3％，印度裔0.2％，其他种族1.5％和多种族2.3％。拉丁美洲裔人口占总人口的4.4％。就血統而言，德裔占31.2％，愛爾蘭裔占15.4％，原生美国人占11.4％，其中11.0％母語为英语。
在65,104户家庭中，有31.4％的孩子与18岁以下一起居住，48.5％的夫妻在一起生活，9.6％的女性家庭没有丈夫，38.4％的是非家庭，占所有家庭的28.1％由个人组成。平均家庭大小是2.44，并且平均家庭大小是3.02。中位年龄是32.1岁。
该县家庭的平均收入为57,642美元，家庭的平均收入为77,093美元。男性的平均收入为52,271美元，女性为39,685美元。国民平均收入为县是$ 28,167。大约6.2％的家庭和12.9％的人口处于貧窮門檻以下，其中包括18.4岁以下的家庭的11.4％和65岁以上的家庭的5.5％。

## 城鎮

### 城市（City）
- 布卢明顿（县治）
- 希諾阿
- 艾爾帕索
- 勒羅伊
- 萊辛頓

### 城镇（Town）
- 诺默尔

## 政府
麦克莱恩县有一个由二十名成员组成的委员会，代表该县的十个区。1-3区涵盖布盧明頓和諾默爾以外的所有县。第4-6区位于诺默尔的城镇范围内，第7-10区位于布卢明顿城市范围内。

### 政治
麦克莱恩县历史上是共和党倾向的县。自内战以来，唯一获得该县绝对多数选票的民主党人是1932年和1936年的罗斯福（Franklin D. Roosevelt），1964年的38,000票中仅420票投给林登·约翰逊（Lyndon Johnson）以及2020年的乔·拜登（Joe Biden）。2008年的巴拉克·奥巴马（Barack Obama）和1912年的伍德罗·威尔逊（Woodrow Wilson）都以狭义的多元性来承载该县。近年来麦克莱恩（McLean）趋向于民主党，足以使希拉里·克林顿（Hillary Clinton）在2016年仅失去该县1.3％的选票，而拜登（Biden）在2020年以微弱优势赢得了该县。

## 教育

### 大学
麦克莱恩县的主要大学有：
- 伊利诺伊州立大学（诺默尔）

- 伊利諾衛斯理大學（英语：Illinois Wesleyan University）（布卢明顿）

- 哈特蘭社區學院（英语：Heartland Community College）（布卢明顿）